# Le Cure dello Spirito
Le Cure dello spirito è un progetto dell'Assessorato alla Salute della Regione Piemonte attraverso cui i pazienti ricoverati nei vari ospedali regionali possono richiedere il supporto spirituale di un rappresentante della propria religione, qualsiasi essa sia.
Aderiscono al progetto, attraverso la sottoscrizione di un protocollo di intesa, le principali confessioni riconosciute dallo Stato Italiano e che annoverano almeno trentamila aderenti. 
I rappresentanti religiosi sono anche a disposizione del personale sanitario per fornire informazioni di carattere religioso inerenti al contesto sanitario-assistenziale (prescrizioni alimentari, usi e costumi tipici della propria religione, riti per la preparazione e la gestione della salma, ecc.) svolgendo un'attività di mediazione religiosa.
Fa parte del progetto la Stanza del silenzio

## Storia
Il progetto è nato nel 2006 all'Ospedale Molinette di Torino, successivamente è stato esteso a tutti gli ospedali regionali tramite una delibera di giunta regionale che ha affidato il coordinamento del progetto alle Molinette.

## Percorso progettuale
Data l’impossibilità di includere tutte le religioni presenti sul territorio italiano, e per garantire imparzialità nella scelta, con una ricerca bibliografica sono state censite le appartenenze religiose della popolazione italiana (fonte Cesnur). 
Fissato il cut-off allo 0,05% (> 30.000 appartenenti) e limitando la scelta alle religioni riconosciute in qualità di ente di culto o che hanno stipulato intese con lo Stato Italiano. Contattate le associazioni e/o le federazioni maggiormente rappresentative ed identificati i ministri di culto locali, è stato ratificato un protocollo di intesa.

## Funzionamento del progetto
Tutti nominativi ed i recapiti dei rappresentanti religiosi sono raccolti in una brochure consegnata e custodita nei reparti ospedalieri.
I pazienti sono informati della presenza del servizio, e della possibilità di convocare i rappresentanti religiosi della propria fede, attraverso appositi poster informativi multilingue affissi nei reparti e negli spazi comuni dell'ospedale (atrii, sale d'attesa, ecc.).
Qualora un utente abbia necessità di interloquire con un rappresentante della propria religione può rivolgersi al personale del reparto affinché possa contattarlo ed eventualmente convocarlo.

## Strutture sanitarie coinvolte
Il progetto Le Cure dello Spirito è stato attivato nelle seguenti aziende sanitarie locali, aziende ospedaliere e aziende ospedaliero-universitarie:
- AOU Città della Salute e della Scienza di Torino
- AOU S. Luigi Gonzaga
- ASO Ordine Mauriziano
- ASL Città di Torino
- ASL TO 4
- ASL TO 5
- ASL Alessandria
- AO SS. Antonio e Biagio e Cesare Arrigo
- ASL Asti
- ASL Biella
- ASL CN 1
- ASL CN 2
- ASO Santa Croce e Carle
- AOU "Maggiore della carità"
- ASL Verbano Cusio Ossola
- ASL Vercelli
- IRCC Candiolo